# Simonoszeki béke
A simonoszeki béke (japán nyelven: 下関条約 [simonoszeki dzsójaku];  [„maguani szerződés”]) az első kínai–japán háborúnak vetett véget és 1895. április 17-én írták alá Japánban, Simonoszeki városában.
A háborúban győztes Japán e szerződés révén elérte fő célját, Korea kiszakítását Kína befolyási övezetéből és japán fennhatóság alá helyezését. Emellett Kínának meg kellett nyitnia egy sor területét a japán befolyás előtt és óriási hadisarcot kellett fizetnie.

## A szerződés rendelkezései
Kína elismerte Korea „függetlenségét” és lemondott minden ezzel kapcsolatos korábbi jogáról. Ugyancsak átengedte Japánnak a Liaotung-félszigetet, a mai Liaoning kínai tartomány egy részét, Tajvan szigetét és a Penghu (Pescadores) szigeteket Japánnak.
Kínának emellett 200 millió tael (mintegy 7450 tonna ezüst) hadi kártérítést kellett fizetnie, valamint a korábban az ópiumháborúk után a nyugati hatalmakkal kötött egyenlőtlen szerződések mintájára egy sor kikötőt és folyót meg kellett nyitnia a japán kereskedők előtt. Ennek nyomán hozhatott létre Japán Sanghajban is területenkívüliséget élvező telepet, úgynevezett koncessziós területet.

## A szerződés aláírói
A szerződést az amerikai John W. Foster, korábbi külügyminiszter, a kínai kormányzat tanácsadója fogalmazta, és japán részről Itó Hirobumi gróf miniszterelnök és Mucu Munemicu vikomt külügyminiszter, kínai részről pedig Li Hung-csang és Li Jingfang írta alá.
Még a tárgyalások idején jobboldali szélsőségesek életveszélyesen megsebesítették Li Hung-csangot. A nemzetközi felháborodás a japán követelések valamelyes mérsékléséhez vezetett.

## Következmények
Tajvan szigetét félévig tartó harcok árán sikerült csak birtokba vennie a japán hadseregnek.
A szerződés olyan előnyös helyzetbe hozta Japánt, hogy az kiváltotta a Kínában már befolyási övezetekkel bíró többi nagyhatalom felháborodását. Lobanov-Rosztovszkij orosz külügyminiszter kezdeményezésére Oroszország, Franciaország és Németország jegyzékben követelte Japántól a szerződés módosítását. Ennek nyomán Japán – pénzügyi követelései további emelése fejében – lemondott a Liaotung félszigetről és az ott elhelyezkedő Lüshunkou körzetéről (Port Arthur támaszpontjával) Oroszország javára, amely így hozzájutott a hőn áhított jégmentes kikötőhöz. A szerződés módosításából Németország is közvetlen hasznot húzott az 1898-as Kiaocsou szerződés révén.
Kínában a szerződést a lakosság súlyos nemzeti megaláztatásnak tekintette, és ez erősen hozzájárult a császári hatalom további gyengüléséhez.
Japánban a nyugati beavatkozás váltott ki hasonló felháborodást, amely csaknem a kormány bukásához vezetett. Fellángolt a nacionalizmus és militarizmus. Egyenes út vezetett innen az 1904-1905-ös orosz–japán háborúhoz.